# Missale Slesvicense
Missale Slesvicense blev i 1486 trykt af bogtrykkeren Steffen Arndes som messebog for den katolske kirke i Slesvig Stift. Den er det ældste eksempel på en bog, trykt i Slesvig-Holsten. Et missale er et liturgisk skrift bestående af samlinger af bønner, salmer og tekster beregnet for den katolske gudstjeneste, og det er forsynet med instruktioner i, hvorledes messen gennemføres dag for dag.
Arndes, der var født i 1450 i Hamborg og døde 14. august 1519 i Lübeck, virkede som bogtrykker, først i Italien, men efter 1482 hovedsagelig i Lübeck. Selv om hans hovedværk er en bibeludgivelse fra 1494, regnes udgivelsen af Missale Slesvicense for et højdepunkt i dansk bogtryk. Bogen omfatter 265 sider og er trykt i sort og rødt i formatet 35,6 x 23,8 cm. Den gotiske typografi har et italiensk præg og er skåret af Arndes selv. De store begyndelsesbogstaver, uncialerne, er håndtegnede. Allerede i samtiden blev den fremhævet for sin høje tekniske kvalitet. .
Missale Slesvicense blev trykt i 300 eksemplarer, men kun fire eksemplarer er bevaret i dag. To af disse befinder sig i Det Kongelige Bibliotek i København. Et eksemplar befinder sig i museerne på Gottorp Slot i Slesvig by. Det fjerde eksemplar blev i 1935 fundet i Sankt-Clemens Kirken i Nebel på den nordfrisiske ø Amrum.  
Det fjerde eksemplar blev i en årrække i hemmelighed opbevaret i kirken, inden det blev besluttet at restaurere det i årene 2000 til 2002. Herefter blev det overdraget til det fælles tyske kirkelige arkiv i Kiel, hvor det nu opbevares. Det anslås, at dette bind er det mest værdifulde i samlingen i Kiel. .
Ingen af de kendte eksemplarer er bevaret i komplet form. På baggrund af samtidige missaler har filologer udarbejdet forskellige forslag til rekonstruktion af de manglende dele af teksten.

## Missalernes historie
I århundrederne inden udgivelsen af denne type bøger blev udbredt, anvendte præsterne adskillige skrifter under messen, f.eks. samlinger af salmer, evangelierne og epistlerne og Paulus’ breve, som udgjorde udgangspunkterne for præstens prædikener. Messen foregik med assistance fra et kor og forskellige kirketjenere.
I senmiddelalderen ændredes den traditionelle messe. Nu blev det almindeligt at samle instruktionerne, som skulle støtte prædikenerne, i en ”messebog”, ”missale” på latin. Disse samlede tekster blev betegnet som ”missale plenum”, den komplette messetekst.
Stephan Arndes var mellem 1470 og 1482 bogtrykker i Perugia, og forskningen har ikke helt kunnet kortlægge, hvorledes han kom til Slesvig by, og på hvilken baggrund han lod Missale Slesvicense trykke. En mulig forklaring er, at han i Italien mødte en kannik fra Slesvig, Leve Leven, som studerede kanonisk ret i Perugia i 1470-erne, hvilket underbygges af en Bulle af 17. juni 1475 . Leven, der var arving til en større formue, formodes at have støttet Arndes økonomisk og således muliggjort, at den mere avancerede italienske trykketeknik blev introduceret i Hertugdømmerne..
Samtidig med missalernes fremvækst udgik traditionen med ledsagende musik eller korsang ved messen af højtideligheden. Med Missale Romanum , udgivet af pave Pius den femte i 1570 forsvandt den udstrakte brug af forskellige udgaver og variationer i messebøgerne, og messen i de katolske kirker blev standardiseret.
I Danmark var messetraditionerne allerede forsvundet med reformationen i 1536. Den Luthersk evangeliske trosretning indførte bl.a. prædikener på modersmål, hvilket kan være forklaringen på, at Missale Slesvicense kun er bevaret i fire ufuldstændige eksemplarer.